# Quantenphysik

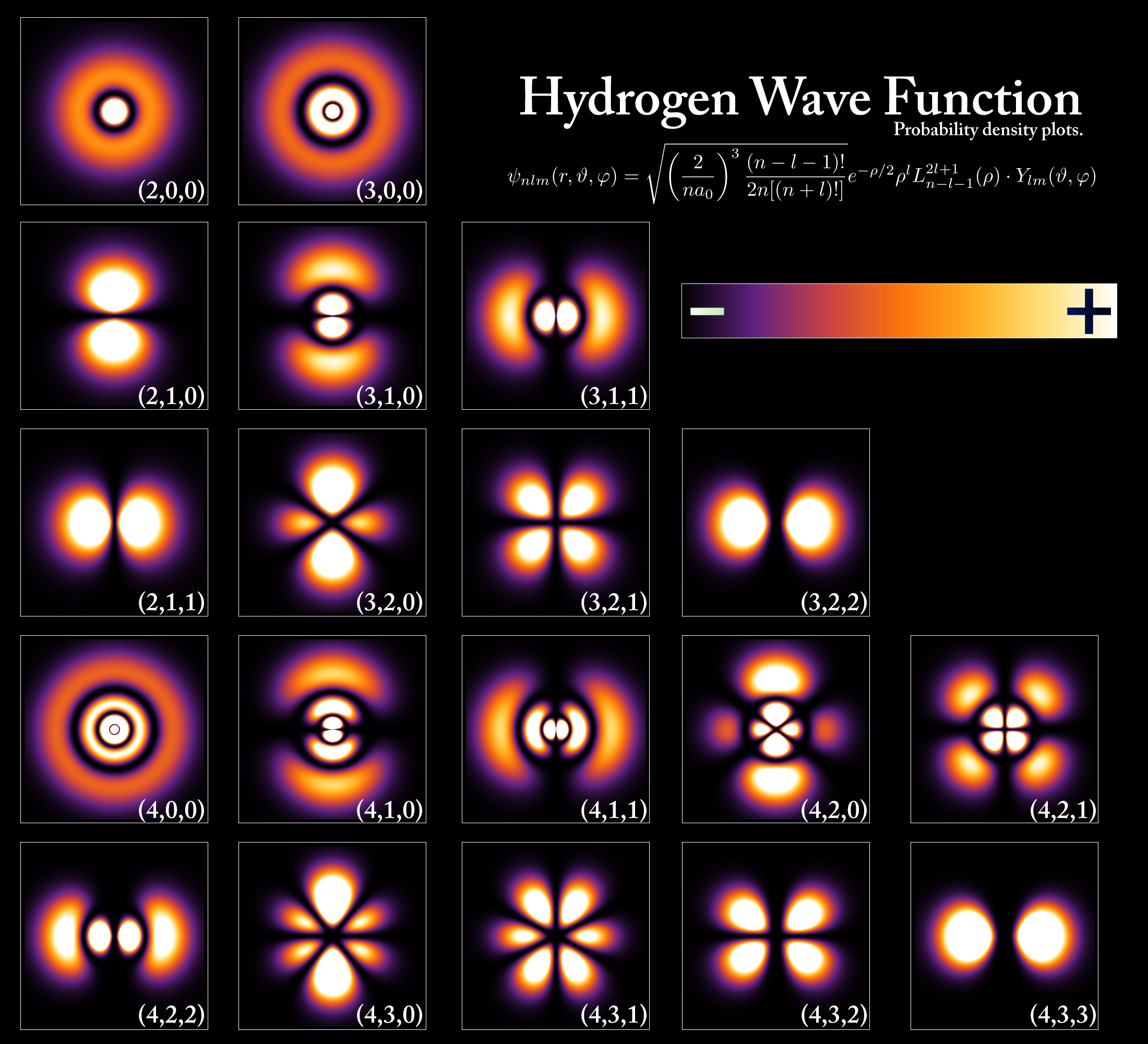
Wellenfunktionen des Elektrons im Wasserstoffatom verschiedener Energieniveaus

Die Quantenphysik umfasst alle Phänomene und Effekte, die darauf beruhen, dass bestimmte Größen nicht jeden beliebigen Wert annehmen können, sondern nur feste, diskrete Werte (siehe Quantelung). Dazu gehören auch der Welle-Teilchen-Dualismus, die Nichtdeterminiertheit („Zufälligkeit“) von physikalischen Vorgängen und deren unvermeidliche Beeinflussung durch die Beobachtung. Quantenphysik umfasst alle Beobachtungen, Theorien, Modelle und Konzepte, die letztlich auf die Quantenhypothese von Max Planck zurückgehen. Plancks Hypothese war um 1900 notwendig geworden, weil die klassische Physik z. B. bei der Beschreibung des Lichts oder des Aufbaus der Materie an ihre Grenzen gestoßen war.
Besonders deutlich zeigen sich die Unterschiede zwischen der Quantenphysik und der klassischen Physik im mikroskopisch Kleinen (z. B. Aufbau der Atome und Moleküle) oder in besonders „reinen“ Systemen (z. B. Supraleitung und Laserstrahlung). Aber auch ganz alltägliche Dinge wie die chemischen oder physikalischen Eigenschaften verschiedener Stoffe (Farbe, Ferromagnetismus, elektrische Leitfähigkeit usw.) lassen sich nur quantenphysikalisch verstehen.
Die theoretische Quantenphysik umfasst die Quantenmechanik und die Quantenfeldtheorie. Erstere beschreibt das Verhalten von Quantenobjekten unter dem Einfluss von Feldern. Letztere behandelt zusätzlich die Felder als Quantenobjekte. Die Vorhersagen beider Theorien stimmen außerordentlich gut mit den Ergebnissen von Experimenten überein.
Eine wichtige offene Frage ist die Beziehung zur allgemeinen Relativitätstheorie. Trotz großer Bemühungen hin zu einer Theorie von Allem konnten diese großen physikalischen Theorien des 20. Jahrhunderts bisher nicht in einer Theorie der Quantengravitation zusammengefasst werden.

## Theorien der Quantenphysik

### Frühe Quantentheorien
Schon vor Entwicklung der Quantenmechanik gab es Entdeckungen, die zwar die Quantisierung bestimmter Größen postulierten und manchmal auch mit der Welle-Teilchen-Dualität begründeten, jedoch keine tieferen Einsichten in die zugrundeliegenden Mechanismen erlaubten. Insbesondere lieferten diese Theorien keine Vorhersagen, die über ihren entsprechenden Gegenstand hinausgingen. Im englischen Sprachgebrauch werden diese Vorläufer der Quantenmechanik als old quantum theory bezeichnet.
Im Jahr 1900 entwickelte Max Planck eine Formel zur Beschreibung der gemessenen Frequenzverteilung der von einem Schwarzkörper emittierten Strahlung, das Plancksche Strahlungsgesetz, wobei er von der Annahme ausging, dass der schwarze Körper aus Oszillatoren mit diskreten Energieniveaus besteht. Planck betrachtete diese Quantelung der Energie also als Eigenschaft der Materie und nicht des Lichtes selbst. Das Licht war nur insofern betroffen, als Licht in seinem Modell immer nur in bestimmten Portionen Energie mit Materie austauschen konnte, weil in der Materie nur bestimmte Energieniveaus möglich seien. Dabei fand er zwischen der Energieportion {\displaystyle \Delta E} und der Frequenz {\displaystyle \nu } des Lichts den Zusammenhang {\displaystyle \Delta E=h\nu }.
Albert Einstein erweiterte diese Konzepte und schlug im Jahr 1905 eine Quantisierung der Energie des Lichtes selbst vor, um den photoelektrischen Effekt zu erklären. Der photoelektrische Effekt besteht darin, dass Licht bestimmter Farben Elektronen aus Metalloberflächen herauslösen kann. Dabei kann der Lichtstrahl an jedes einzelne Elektron nur einen immer gleichen Energiebetrag abgeben, der zudem proportional zur Frequenz, einer Eigenschaft des Lichtes, ist. Daraus schloss Einstein, dass die Energieniveaus nicht nur innerhalb der Materie gequantelt sind, sondern dass das Licht ebenfalls nur aus bestimmten Energieportionen besteht, den Lichtquanten. Dieses Konzept ist mit einer reinen Wellennatur des Lichtes nicht vereinbar. Es musste also angenommen werden, dass das Licht weder eine klassische Welle noch ein klassischer Teilchenstrom ist, sondern sich mal so, mal so verhält.
1913 verwendete Niels Bohr das Konzept gequantelter Energieniveaus, um die Spektrallinien des Wasserstoffatoms zu erklären. Das nach ihm benannte Bohrsche Atommodell geht davon aus, dass das Elektron im Wasserstoffatom mit einer bestimmten Energie um den Kern kreist. Das Elektron wird hierbei noch als klassisches Teilchen betrachtet, mit der einzigen Einschränkung, dass es nur bestimmte Energien haben kann und, wenn es mit einer solchen Energie um den Kern kreist, entgegen der klassischen Elektrodynamik keine elektromagnetische Welle erzeugt, also auch keine Energie abstrahlt. Eine experimentelle Bestätigung der von Bohr verwendeten Annahmen gelang im Franck-Hertz-Versuch 1914. Das bohrsche Atommodell wurde noch um einige Konzepte wie elliptische Bahnen des Elektrons erweitert, insbesondere von Arnold Sommerfeld, um auch die Spektren anderer Atome erklären zu können. Dieses Ziel wurde jedoch nicht zufriedenstellend erreicht. Außerdem konnte Bohr keine Begründung für seine Postulate geben außer der, dass das Wasserstoffspektrum damit erklärbar war; zu tieferer Einsicht führte sein Modell nicht.
Im Jahr 1924 veröffentlichte Louis de Broglie seine Theorie der Materiewellen, wonach jegliche Materie einen Wellencharakter aufweisen kann und umgekehrt Wellen auch einen Teilchencharakter aufweisen können. Mit Hilfe seiner Theorie konnten der photoelektrische Effekt und das bohrsche Atommodell auf einen gemeinsamen Ursprung zurückgeführt werden. Die Umlaufbahnen des Elektrons um den Atomkern wurden als stehende Materiewellen aufgefasst. Die berechnete Wellenlänge des Elektrons und die Längen der Umlaufbahnen nach dem bohrschen Modell stimmten gut mit diesem Konzept überein. Eine Erklärung der anderen Atomspektren war jedoch weiterhin nicht möglich.
De Broglies Theorie wurde drei Jahre später in zwei unabhängigen Experimenten bestätigt, welche die Beugung von Elektronen nachwiesen. Der britische Physiker George Paget Thomson leitete einen Elektronenstrahl durch einen dünnen Metallfilm und beobachtete die von de Broglie vorhergesagten Interferenzmuster. Bereits 1921 hatte ein ähnliches Experiment von Clinton Davisson und Charles Kunsman in den Bell Labs bei einem an Nickel reflektierten Elektronenstrahl Beugungsmuster gezeigt, die aber noch nicht als Interferenz gedeutet wurden. Davisson und sein Assistent Lester Germer wiederholten das Experiment 1927 und erklärten die beobachteten klaren Beugungsmuster mit Hilfe der Wellentheorie de Broglies.

### Quantenmechanik
Die moderne Quantenmechanik fand ihren Beginn im Jahr 1925 mit der Formulierung der Matrizenmechanik durch Werner Heisenberg, Max Born und Pascual Jordan. Wenige Monate später entwickelte Erwin Schrödinger über einen völlig anderen Ansatz – ausgehend von De Broglies Theorie der Materiewellen – die Wellenmechanik und die Schrödingergleichung. Kurz darauf konnte Schrödinger nachweisen, dass sein Ansatz der Matrizenmechanik äquivalent ist.
Die neuen Ansätze von Schrödinger und Heisenberg enthalten eine neue Sicht auf beobachtbare physikalische Größen, sogenannte Observable. Diese waren zuvor als Größen betrachtet worden, die in jedem Zustand eines Systems bestimmte Zahlenwerte besitzen, wie zum Beispiel (für ein Teilchen in einer Dimension) der jeweilige Ort oder Impuls. Dagegen versuchten Heisenberg und Schrödinger den Observablenbegriff derart zu erweitern, dass er mit der Beugung am Doppelspalt verträglich würde. Wird dabei nämlich für jedes Teilchen durch eine zusätzliche Messung festgestellt, durch welchen der Spalte es fliegt, erhält man kein Doppelspaltinterferenzmuster, sondern zwei Einzelspaltmuster. Am Ende dieser Messung ist also der Zustand des beobachteten Teilchens ein anderer als vorher. Observable werden daher formal als Funktionen aufgefasst, die einen Zustand in einen anderen Zustand überführen. Des Weiteren muss jedes Teilchen „irgendwie“ durch beide Spalte fliegen, damit man überhaupt ein Interferenzmuster erklären kann. Dem Zustand jedes einzelnen (!) Teilchens während des Fluges muss man also beide Möglichkeiten zuschreiben, wobei sich bei Beobachtung genau eine realisiert. Das hatte zur Folge, dass der Zustand eines Teilchens nicht mehr durch eindeutige Größenwerte wie Ort und Impuls bestimmt sein kann, sondern von den Observablen und ihren Größenwerten getrennt werden muss. Bei einem Messprozess wird der Zustand in einen der sogenannten Eigenzustände der Observablen umgewandelt, dem nun ein eindeutiger reeller Messwert zugeordnet ist. Dieses Konzept des quantenmechanischen Zustandes ist also mit dem Konzept der (mathematisch genauen) Bahnkurve in der älteren Quantentheorie nicht vereinbar. Mathematisch wird ein quantenmechanischer Zustand durch eine Wellenfunktion oder (weniger anschaulich) durch einen Zustandsvektor wiedergegeben.
Eine Folge dieses neuartigen Observablenbegriffs ist, dass es formal nicht möglich ist, zwei beliebige Observable ohne Angabe einer Reihenfolge auf einen Zustand wirken zu lassen. Wenn es bei zwei Messprozessen auf ihre Reihenfolge nicht ankommt (z. B. Messung von x- und y-Koordinate), heißen sie vertauschbar. Andernfalls (z. B. Messung von x-Koordinate und x-Impuls) muss ihre Reihenfolge festgelegt werden, und in genau diesen Fällen verändert die zweite Messung den durch die erste Messung erzeugten Zustand ein weiteres Mal. Daher würde auch eine anschließende Wiederholung der ersten Messung nun ein anderes Ergebnis haben. Es ist also möglich, dass zwei Observable, wenn sie in unterschiedlicher Reihenfolge auf einen Zustand wirken, unterschiedliche Endzustände liefern können. Wenn bei zwei Observablen die Reihenfolge der Messung entscheidend ist, weil die Endzustände sonst verschieden sind, führt dies zu einer sogenannten Unschärferelation. Für Ort und Impuls wurde diese erstmals von Heisenberg im Jahr 1927 beschrieben. Diese Relationen versuchen, die Streuung der Messwerte bei Vertauschen der Observablen, und damit die Unterschiedlichkeit der Endzustände quantitativ zu beschreiben.
1927 wurde die Kopenhagener Interpretation von Bohr und Heisenberg formuliert, die auch als orthodoxe Interpretation der Quantenmechanik bezeichnet wird. Sie stützte sich auf den Vorschlag von Max Born, das Betragsquadrat der Wellenfunktion, die den Zustand eines Systems beschreibt, als Wahrscheinlichkeitsdichte aufzufassen. Die Kopenhagener Deutung ist bis heute die Interpretation der Quantenmechanik, die von den meisten Physikern vertreten wird, obwohl es inzwischen zahlreiche andere Interpretationen gibt.
In den Jahren ab ca. 1927 vereinigte Paul Dirac die Quantenmechanik mit der speziellen Relativitätstheorie. Er führte auch erstmals die Verwendung der Operator-Theorie inklusive der Bra-Ket-Notation ein und beschrieb diesen mathematischen Kalkül 1930 in einer Monografie.
Zur gleichen Zeit formulierte John von Neumann die strenge mathematische Basis für die Quantenmechanik, wie z. B. die Theorie linearer Operatoren auf Hilberträumen, die er 1932 in einer Monografie beschrieb.
Die Verwendung des Ausdrucks Quantenphysik ist erstmals 1929 in Max Plancks Vortrag Das Weltbild der neuen Physik dokumentiert. Die in dieser Aufbauphase formulierten Ergebnisse haben bis heute Bestand und werden allgemein zur Beschreibung quantenmechanischer Aufgabenstellungen verwendet.

### Quantenfeldtheorie
Ab 1927 wurde versucht, die Quantenmechanik nicht nur auf Partikel, sondern auch auf Felder anzuwenden, woraus die Quantenfeldtheorien entstanden. Die ersten Ergebnisse auf diesem Gebiet wurden durch Paul Dirac, Wolfgang Pauli, Victor Weisskopf und Pascual Jordan erzielt. Um Wellen, Teilchen und Felder einheitlich beschreiben zu können, werden sie als Quantenfelder, ähnliche Objekte wie Observable, aufgefasst. Sie müssen jedoch nicht die Eigenschaft der Reellwertigkeit erfüllen. Das bedeutet, dass die Quantenfelder nicht unbedingt messbare Größen darstellen. Es ergab sich jedoch das Problem, dass die Berechnung komplizierter Streuprozesse von Quantenfeldern unendliche Ergebnisse lieferte. Die alleinige Berechnung der einfachen Prozesse liefert jedoch oft Ergebnisse, die stark von den Messwerten abwichen.
Erst Ende der 1940er Jahre konnte das Problem der Unendlichkeiten mit der Renormierung umgangen werden. Dies ermöglichte die Formulierung der Quantenelektrodynamik durch Richard Feynman, Freeman Dyson, Julian Schwinger und Shin’ichirō Tomonaga. Die Quantenelektrodynamik beschreibt Elektronen, Positronen und das elektromagnetische Feld erstmals in einer durchgängigen Weise, und die von ihr vorhergesagten Messergebnisse konnten sehr genau bestätigt werden. Die hier entwickelten Konzepte und Methoden wurden als Vorbild für weitere, später entwickelte Quantenfeldtheorien verwendet.
Die Theorie der Quantenchromodynamik wurde Anfang der 1960er Jahre ausgearbeitet. Die heute bekannte Form der Theorie wurde 1975 durch David Politzer, David Gross und Frank Wilczek formuliert. Aufbauend auf den wegweisenden Arbeiten von Julian Seymour Schwinger, Peter Higgs, Jeffrey Goldstone und Sheldon Glashow konnten Steven Weinberg und Abdus Salam unabhängig voneinander zeigen, wie die schwache Kernkraft und die Quantenelektrodynamik zu der Theorie der elektroschwachen Wechselwirkung zusammengeführt werden können.
Bis heute ist die Quantenfeldtheorie ein aktives Forschungsgebiet, das sehr viele neuartige Methoden entwickelt hat. Sie ist die Grundlage aller Versuche, eine vereinheitlichte Theorie aller Grundkräfte zu formulieren. Insbesondere bauen Supersymmetrie, Stringtheorie, Schleifenquantengravitation und Twistor-Theorie maßgeblich auf den Methoden und Konzepten der Quantenfeldtheorie auf.

## Überblick über die Forschungsgeschichte
Die folgende Liste erhebt keinen Anspruch auf Vollständigkeit.
| Entdeckung                                | Entdecker                    | Entdeckungsjahr | Anmerkungen |
| ----------------------------------------- | ---------------------------- | --------------- | --- |
| Linienspektren, Spektrometrie             | Bunsen, Kirchhoff            | 1860            | |
| Photoeffekt                               | Hallwachs                    | 1886            | |
| Rydberg-Formel                            | Rydberg                      | 1888            | Empirische Formel für das Wasserstoffspektrum, die erst durch das bohrsche Atommodell theoretisch untermauert werden konnte.           |
| Feldemission von Elektronen               | Wood                         | 1897            | Erste Beobachtung des Tunneleffekts, der allerdings erst viel später verstanden wurde.                                                 |
| Plancksches Strahlungsgesetz              | Planck                       | 1900            | Erste Anwendung der Quantenhypothese; „Geburtsstunde“ der Quantenphysik.                                                               |
| Photonen                                  | Einstein                     | 1905            | Strahlung ist gequantelt. |
| Supraleitung                              | Kamerlingh Onnes             | 1911            | |
| Franck-Hertz-Versuch                      | Franck, Hertz                | 1911–1914       | In Atomen gibt es diskrete Energieniveaus.                                                                                             |
| Bohrsches Atommodell                      | Bohr                         | 1913            | Erstes quantenphysikalisches Atommodell; 1916 von Sommerfeld verfeinert (bohr-sommerfeldsches Atommodell), inzwischen jedoch überholt. |
| Compton-Effekt                            | Compton                      | 1922            | Photonen haben einen Impuls. |
| Stern-Gerlach-Experiment                  | Stern, Gerlach               | 1922            | Der Drehimpuls ist gequantelt. |
| Materiewellen                             | de Broglie                   | 1924            | Begründung des Welle-Teilchen-Dualismus                                                                                                |
| Matrizenmechanik                          | Heisenberg                   | 1925            | Erste strenge Formulierung der Quantenmechanik                                                                                         |
| Spin des Elektrons                        | Goudsmit, Uhlenbeck, Pauli   | 1925            | |
| Wellenmechanik                            | Schrödinger                  | 1926            | Mathematisch äquivalent zur Matrizenmechanik                                                                                           |
| Wahrscheinlichkeitsinterpretation         | Born                         | 1926            | Wellenfunktion als Wahrscheinlichkeitsamplitude                                                                                        |
| Lösung des Wasserstoffproblems            | Schrödinger                  | 1926            | Energieniveaus und Orbitale der Elektronen im Wasserstoffatom                                                                          |
| Vorhersage von Ortho- und Parawasserstoff | Heisenberg                   | 1926            | Kopplung von Proton-Spins bewirkt anomale Temperaturabhängigkeit der Intensität von Spektrallinien und der spezifischen Wärme von H2   |
| Fermi-Dirac-Statistik                     | Fermi, Dirac                 | 1926            | Theorie des Fermionen-Gases und damit Grundlage für die Festkörperphysik, insbesondere bei Halbleitern.                                |
| Unschärferelation                         | Heisenberg                   | 1927            | Ort und Impuls sind nicht zugleich beliebig genau bestimmt.                                                                            |
| Davisson-Germer-Experiment                | Davisson, Germer             | 1927            | Experimentelle Bestätigung der von de Broglie postulierten Materiewellen.                                                              |
| Relativistische Quantenmechanik           | Klein, Gordon, Dirac         | 1926–1928       | |
| Tunneleffekt                              | Gamow, Hund u. a.            | 1926–1928       | Theoretische Erklärung für den Alpha-Zerfall und die Feldemission                                                                      |
| Kernspinresonanz                          | Rabi                         | 1936            | |
| Suprafluidität                            | Kapiza u. a.                 | 1938            | |
| Transistor                                | Shockley, Brattain, Bardeen  | 1945            | „Geburtsstunde“ der Mikroelektronik |
| Quantenelektrodynamik                     | Feynman, Tomonaga, Schwinger | 1947            | |
| Solarzelle aus Halbleiter                 | Pearson, Fuller, Chapin      | 1954            | Bell Laboratories |
| Neutrino                                  | Cowan, Reines                | 1956            | 1930 von Pauli vorhergesagt. |
| BCS-Theorie                               | Bardeen, Cooper, Schrieffer  | 1957            | Quantenphysikalische Erklärung der Supraleitung                                                                                        |
| Laser                                     | Maiman                       | 1960            | |
| Quarks                                    | Gell-Mann                    | 1961            | |
| Bellsche Ungleichung                      | Bell                         | 1964            | Es gibt keine lokalen verborgenen Parameter, die das Verhalten eines quantenphysikalischen Systems bestimmen.                          |
| Elektroschwache Wechselwirkung            | Glashow, Salam, Weinberg     | 1967            | Vereinigung der elektromagnetischen und der schwachen Wechselwirkung                                                                   |
| CCD-Sensor                                | Boyle, Smith                 | 1969            | Grundbaustein für die Digitalkamera |
| Mikroprozessor                            | Shima, Hoff, Mazor, Faggin   | 1970–1971       | Texas Instruments, Intel |
| Quantenchromodynamik                      | Gell-Mann u. a.              | 1972            | Theorie der starken Wechselwirkung, wesentlicher Bestandteil des Standardmodells                                                       |
| Magnetresonanztomographie                 | Mansfield, Lauterbur         | 1973            | Nutzung der Kernspinresonanz für ein bildgebendes Verfahren in der Medizin                                                             |
| Rastertunnelmikroskop                     | Binnig, Rohrer               | 1981            | |
| Quanten-Hall-Effekt                       | von Klitzing                 | 1985            | |
| Suprafluidität von Helium-3               | Lee, Osheroff, Richardson    | 1992            | |
| Flash-Speicher                            | Harari                       | 1994            | SanDisk – Anwendung des Tunneleffekts in Speichermedien                                                                                |
| Bose-Einstein-Kondensat                   | Cornell, Ketterle, Wieman    | 1995            | 1924 von Einstein vorhergesagter vierter Aggregatzustand                                                                               |
| Quantenteleportation                      | Zeilinger                    | 1997            | 1935 hielten Einstein, Podolski und Rosen diesen Effekt der Quantenverschränkung für paradox.                                          |

| Legende: | Experimentalphysik | Theoretische Physik | Technische Anwendung |